# Ihľany
Ihľany (maď. Majorka, něm. Maierhöfen) jsou obec na východním Slovensku, v Prešovském kraji, v okrese Kežmarok v pohoří Levočské vrchy. Na východě a jihu sousedí s bývalým vojenským újezdem Javorina. Má rozlohu 9,59 km² a k 31. 12. 2004 ji obývalo 1344 osob.

## Historie obce
Obec Ihľany vznikla v roce 1960 spojením historických sídel Majerka a Stotince. První zmínka o těchto obcích je z roku 1307.

### Majerka
Původní název obce Majerka – Borkut – byl platný až do roku 1895. Mezi roky 1895–1902 byl používán název Majerka, později maďarský Majorka a německý Maierhöfen. Sídlo podléhalo rychtářovi obce Ľubica. Obyvatelé se na začátku 20. století živili zejména jako dřevorubci v obecních lesích.

### Stotince
Stotince se v kronikách většinou vyskytují pod maďarským názvem Száztelek a německým jménem Hodermark, od roku 1920 se objevují německá pojmenování Hundertmarkt a Hundertmorgen. Mezi roky 1948-1960 byl používán název Stotince. Území obce bylo osídleno už od 14. století, o čemž svědčí kostel postavený před rokem 1324. Obec založil rod Hrhovských. V roce 1539 vyhnal polský šlechtic Hieronym Lásky starousedlíky a nastěhoval sem Valachy. V roce 1778 zde žilo 730 obyvatel. Roku 1863 byl v obci úmyslně založen velký požár, který ji závažně poškodil. Obyvatelé Stotince byli známí výrobou šindelů.

### Společná historie
V období první světové války zde již fungovalo několik mlýnů a olejárna. Po druhé světové válce proběhnul odsun obyvatel německé a maďarské národnosti, uvolněné domy obsadili občané zrušené obce Ľubické Kúpele.

## Historické památky
V obci se nalézají tyto památky:
- římskokatolický kostel sv. Martina (původně středověký, v první polovině 19. století přestavěný v empírovém slohu)
- řeckokatolicky kostel (původně raně gotický z konce 13. století, ikonostas a kazatelna jsou z první poloviny 20. století)
- evangelický kostel (z roku 1787, barokně-klasicistní)
- kaplička zasvěcená Panně Marii Lurdské